# Овчаренко, Александр Иванович
Александр Иванович Овчаре́нко (28 января 1922, Григорьевка, Туркестанская АССР — 20 июля 1988, Нида, Нерингский горсовет, Литовская ССР, СССР или Москва) — советский литературовед и литературный критик, доктор филологических наук. Член ВКП(б) с 1948 года.

## Биография
Родился 28 января 1922 года в деревне Григорьевка Туркестанской АССР (ныне Кыргызстан).
В 1942 году окончил МОПИ имени Н. К. Крупской. Профессор МГУ имени М. В. Ломоносова (1956). Преподавал в других вузах. Доктор филологических наук (1958). Работал в ИМЛИ, заведующий сектором Полного собрания сочинений М. Горького (1965—1988). Бессменный редактор всех академических собраний сочинений А. М. Горького.
В 1964 году удостоен премии имени В. Г. Белинского за книгу «Публицистика М. Горького».
Дважды баллотировался в члены-корреспонденты АН СССР, но оба раза был провален. В 1966 году перед голосованием было зачитано письмо сотрудников ИМЛИ (подписанное в том числе Л. И. Тимофеевым, О. А. Державиной, В. Д. Кузьминой, А. А. Елистратовой, С. В. Тураевым и другими), в котором заявлялось: «Мы знаем А. И. Овчаренко по совместной работе в ИМЛИ и полагаем, что он не заслуживает этого высокого звания. Его научные заслуги весьма скромны».
Труды по актуальным вопросам советской литературы. Автор статей о русских, украинских, белорусских советских писателях.
А. И. Овчаренко погиб 20 июля 1988 года, утонув при купании во время отдыха в Ниде (Литва). Похоронен на Кунцевском кладбище.
Дочь Ольга (род. 1954) — литературовед, португалист. Дочь Елена — журналист-международник.

## Основные работы
- «Публицистика М. Горького» (1961; 2-е изд. 1965);
- «О положительном герое в творчестве М. Горького (1892—1907)» (1956);
- «Роман-эпопея М. Горького „Жизнь Клима Самгина“» (1965);
- «Эпоха, человек, искусство: полемические заметки о современной литературе» (1967);
- «М. Горький и литературные искания XX столетия» (1971; 2-е изд. 1978);
- «Современный белорусский роман» (1971; 2-е изд. 1978);
- «В этом бушующем мире: очерки-свидетельства» (1972; 2-е изд. 1975);
- «Социалистическая литература в современных спорах» (1972);
- «Социалистическая литература и современный литературный процесс» (1973);
- «Мировое значение творчества Михаила Шолохова: материалы и исследования» (1976; редактор);
- «Наш Луначарский» (1976);
- «Размышляющая Америка» (1976);
- «Новые герои — новые пути» (1977; 2-е изд. 1982, 3-е изд. 1984 под загл. «От Горького до Шукшина»);
- «Социалистический реализм: проблемы, анализ произведений, споры» (1977);
- «Большая литература: основные тенденции развития советской художественной прозы 1945—1985 годов. Сороковые — пятидесятые годы» (1985);
- «Большая литература: основные тенденции развития советской художественной прозы 1945—1985 годов. Шестидесятые годы» (1985);
- «Большая литература: основные тенденции развития советской художественной прозы 1945—1985 годов. Семидесятые годы» (1988);
- «В кругу Леонида Леонова: из записок 1968—1988 гг.» (2002)

## Награды и премии
- Государственная премия РСФСР имени М. Горького (1983) — книгу «От Горького до Шукшина» (1977)
- орден Дружбы народов (16.11.1984)
- орден «Знак Почёта» (11.02.1972)